# Steve Stifler
 (signalé en mai 2025).
Si vous disposez d'ouvrages ou d'articles de référence ou si vous connaissez des sites web de qualité traitant du thème abordé ici, merci de compléter l'article en donnant les références utiles à sa vérifiabilité et en les liant à la section « Notes et références ».
- Archive Wikiwix
- Bing
- Cairn
- DuckDuckGo
- E. Universalis
- Gallica
- Google
- G. Books
- G. News
- G. Scholar
- Persée
- Qwant
- (zh) Baidu
- (ru) Yandex
- (wd) trouver des œuvres sur Wikidata

 (août 2011).
Améliorez-le ou discutez des points à vérifier. 
Steven Stifler (joué par Seann William Scott) est l'un des personnages principaux de la saga American Pie. Il se caractérise par son humour, son imbécillité, son hypersexualité et sa vulgarité, mais également par ses techniques de séduction pour le moins originales et efficaces.

## Biographie fictive
Fils de Jeanine Stifler et de Chris (Chris Penn joue le père de Stifler mais les scènes ont été coupées au montage), Steve (qui se fait appeler Stiffmeister, meister signifiant maître ou champion en allemand) est le frère de Matthew Stifler (American Pie: No Limit!) et le cousin de Dwight Stifler, d'Erik Stifler (American Pie: String Academy et American Pie : Campus en folie) et de Scott Stifler (American Pie : Les Sex Commandements). Il est particulièrement sot et cool. Jim, Kevin, Oz ou Finch traînent avec lui uniquement pour ses soirées fort arrosées et pour ses nombreuses conquêtes féminines sauf dans American Pie 4 (8e film en comptant les spin-off), où la bande devient réellement amie avec Stifler.

## Apparitions

### American Pie
Steve ou Steven Stifler est un élève de East Greats Falls, il se concentre aussi bien sur le sport comme la crosse que sur les jolies demoiselles de son lycée. En outre, il est un ami proche de Jim, Kevin et Oz, mais un rival de Finch, qu'il surnomme "Pause-Caca", depuis que celui-ci a payé Jessica pour lancer des rumeurs positives sur la taille de son appareil génital auprès de toutes les filles de son lycée. D'ailleurs il l'humiliera en mettant du laxatif puissant dans son habituel Mocca (une sorte de café) et le dirigera vers les toilettes des filles étant donné que Finch a la phobie des toilettes publiques en raison de leur hygiène qu'il juge "déplorable", ce qui fera rechuter à néant la réputation de Finch. À la fin du film, il surprend son rival, Finch, et sa mère au sous-sol de sa maison en train de coucher ensemble, ce qui le choque énormément et commencera à haïr Finch et à faire tout son possible pour lui mettre des bâtons dans les roues (American Pie 2 et American Pie : Marions-les !).

### American Pie 2
Steve Stifler est invité à aller à l'Université d'État du Michigan avec Jim, Kevin, Oz et Finch. Stifler aide le groupe à louer une maison de plage sur le lac Michigan. Pendant l'été, Stifler s'intéresse à Amber et Danielle, deux filles qu'il pense lesbiennes, qui sont les propriétaires d'une maison qu'ils doivent repeindre. Le lendemain, Stifler attend que les « lesbiennes » quittent la maison, il entre par effraction par la fenêtre du premier puis fouille la chambre. Jim et Paul Finch entrent pour attraper Stifler, celui-ci qui est devenu excité car il a trouvé un godemichet. Quelques secondes après, les filles reviennent, Stifler, Jim et Finch ne savent plus par où ils sont entrés, ils se cachent dans l'une des chambres, Jim sous le lit, Stifler et Finch dans le placard. Amber et Danielle montent et arrivent dans la chambre où Stifler et les autres sont cachés, Stifler voit qu'Amber et Danielle se déshabillent, il annonce discrètement cet évènement à Kevin et à Oz avec un talkie-walkie. Kevin monte discrètement sur l'échelle puis il regarde par la fenêtre. Danielle ouvre le tiroir en disant « où est Johnny ? » (le godemichet). Elles sortent de la chambre, Jim remet le godemichet dans le tiroir puis lui, Stifler et Finch tentent de s'échapper. Amber et Danielle reviennent, ils se cachent tous les trois dans le placard. Danielle aperçoit qu'il y a un godemichet dans son tiroir, Amber le reprend en lui disant que c'est son godemichet. Jim, Stifler et Finch chuchotent dans le placard, les filles les ont repérés, elles annoncent qu'elles vont appeler la police. Les trois sortent du placard en les suppliant de ne pas appeler la police. Elles ne les ont pas écoutés, puis Stifler leur dit qu'il voulait la preuve qu'elles sont lesbiennes. Elles s'arrêtent de nouveau, Amber leur dit « Ça vous branche deux nanas entre elles », elles retournent dans la chambres en fermant la porte. Amber prend le talkie-walkie de Stifler, elle entend d'autres conversations des gens dans le quartier. Danielle demande aux garçons où elle doit toucher Amber. Les garçons leur disent de toucher les fesses d'Amber, Danielle obéit, Jim, Stifler et Finch sont excités, les filles disent à Stifler de faire la même chose, de toucher les fesses de Finch. Celui-ci est d'accord, il baisse son pantalon, Jim et Stifler sont dégoutés, Stifler dit aux filles qu'il touchera une seule fesse avec un seul doigt. Amber et Danielle ont dit qu'elles refusent de se toucher si Stifler ne touche pas les fesses de Finch. Stifler, obligé de le faire, met une main sur les fesses de Finch en fermant les yeux, en disant « je lui touche le cul ! ». Stifler, perturbé, veut rentrer chez lui. Amber et Danielle commencent à s'embrasser, Stifler change d'avis et veut bien rester. Les filles disent à Jim d'embrasser Stifler. Jim compte à trois, lui et Stifler s'embrassent très rapidement. Les filles ne sont pas d'accord, elles les obligent à s'embrasser plus longtemps. Jim et Stifler recommencent en fermant les yeux, Finch leur tourne le dos. Stifler et Jim s'arrêtent, dégoûtés de ce qu'ils viennent de faire, Stifler dit à Jim qu'il embrasse mal, celui-ci dit qu'il faisait semblant, mais Stifler l'avait embrassé pour de vrai, ils sont dégoûtés à nouveau. Finch leur dit de se taire et demande aux filles de continuer.
Peu après, les filles demandent à Jim et à Stifler de faire quelques "branlettes", Stifler accepte mais Jim et Finch s'échappent de la maison.
À la fin du film, Stifler revoit son frère Matt, entouré de Amber et de Danielle. Stifler dit à son frère qu'elles sont des lesbiennes, mais les filles ont révélé qu'elles ne le sont pas, Stifler, étonné, voudrait coucher avec elles, finalement, lui et les filles sont dans le même lit.

### American Pie: Marions-les!
Stifler est devenu un assistant d'entraîneur de football, il conduit aussi des bus scolaires de l'équipe. Pendant les fiançailles de Jim et de Michelle, Stifler n'était pas invité, celui-ci arrive par surprise par la porte de derrière. Il goûte le gâteau de Jim, celui-ci le voit, ferme la porte pour pas que les autres invités les voient. Jim et Stifler se salissent en cognant le gâteau sur eux, l'un des chiens des parents de Michelle saute sur Stifler et lui lèche la pantalon, Stifler adore ca, Jim attrape le chien par derrière, puis l'autre chien arrive et essaye de s'accoupler avec la cheville de Jim. Les parents de Jim et de Michelle les voient juste après choqués par leur position.
Plus tard, il se bat avec Finch pour essayer de draguer Candice Flaherty, la jeune sœur de Michelle. Il emprunte l'identité de la personnalité de Finch, un peu snob afin de gagner la confiance de Candice, mais Finch ne lâche rien, il emprunte l'identité de la personnalité de Stifler, qui arrive à étonner Candice. Néanmoins, Stifler réussit à garder temporairement la bague de mariage de Michelle.
Il met la bague dans sa poche avec des croquettes pour chien, plus tard il jette les croquettes aux chiens et la bague avec, Stifler s'aperçoit qu'il l'a donné aux chiens mais il était trop tard. Stifler attend jusqu'à ce que les chiens défèquent. Il ramasse la bague qui est dans l'excrément en utilisant un papier, ce que la mère de Michelle et de Candice voit et supposent qu'il s'agit de truffes en chocolat. Elle insiste pour que Stifler lui donne, il prend tout à coup la "truffe" et la met dans sa bouche. Juste avant le mariage, Stifler détruit accidentellement toutes les fleurs du mariage, ce qui entraîne Jim, Finch, Kevin, Michelle et Candice à se retourner contre lui. Toutefois, Stifler se rachète avec l'aide de l'équipe de football, Stifler utilise son propre argent pour acheter tout le contenu d'un magasin de fleurs à proximité et avec l'équipe de football remet en place avec succès les fleurs juste avant le mariage. En faisant cela, Candice se réconcilie avec lui et l'invite à avoir des relations sexuelles dans le placard à balais. Stifler a eu accidentellement des rapports sexuels avec la grand-mère de Jim, en croyant que c'était Candice.
À la réception, Stifler danse avec Candice. Quant à Finch, il retrouve pour la troisième fois la maman de Stifler et va coucher avec elle juste après.

### American Pie: No Limit!
En Band Camp, il est révélé que Stifler est devenu un réalisateur de films pornographiques. Le père de Jim a annoncé à Matt, le frère de Steve, que tout le monde, même ses amis détestaient Steve, Matt n'en croyait pas ses oreilles. Lors de son passage au bureau pour ses récentes extravagances concernant la cérémonie de fin d'année, Chuck Sherman ("Le Sherminator"), confirme que tout le monde détestait Steve Stifler.

### American Pie: String Academy
Il n'apparaît pas dans le film mais on peut voir la photo de ses fesses au début avec Matt Stifler et Dwight Stifler dans la chambre d'Erik Stifler.

### American Pie: Les Sex Commandements
Il n'apparaît pas dans le film, mais on peut voir sa signature dans la bible du sexe en 1999 a 1:04:43 minute du film ainsi que les signatures de Jim Levenstein, Kevin Myers, Chris Ostreicher, Dwight Stifler, Erik Stifler et Matt Stifler.

### American Pie 4
On le retrouve (treize ans après la fin du lycée) travaillant dans une entreprise avec un patron qui le dénigre souvent mais ayant besoin de ce job, il ignore cet inconvénient et essaye de rester respectueux envers lui (malgré quelques insultes à voix basse). Steve ignore qu'une réunion des anciens élèves du lycée est en préparation mais l'apprend bien vite en retrouvant, par pur hasard, ses 4 comparses Jim Levenstein, Kevin Myers, Chris « Oz » Ostreicher et Paul Finch dans un bar. À la fin du film, comme pour se venger des relations entre sa mère et Finch, Stifler coïte avec la mère de Finch sur un terrain de football et se rebelle contre son patron intimidant.

## Voix Francophones
En  France, c'est le comédien Jérôme Pauwels qui est la voix française du personnage dans tous les films.
Au  Canada, le comédien Emmanuel Bilodeau est sa voix dans les deux premiers opus. Par la suite, c'est Patrice Dubois qui le doubla dans le 3e et le 4e opus.

## Source de la traduction
- (en) Cet article est partiellement ou en totalité issu de l’article de Wikipédia en anglais intitulé « Steve Stifler » (voir la liste des auteurs).